# Ernst Kovacic
Ernst Kovacic (* 12. April 1943 in Kapfenberg, Steiermark) ist ein österreichischer Geiger und Dirigent.

## Leben und Wirken
Ernst Kovacic studierte an der Universität für Musik und darstellende Kunst in Wien Violine, Klavier und Orgel und nahm dort Kompositionsunterricht. Seit 1975 lehrt er an dieser Universität. Er ist Gewinner zahlreicher wichtiger Preise bei internationalen Wettbewerben. Kovacic spielt eine Geige von Giovanni Battista Guadagnini aus dem Jahre 1753. Unter anderem ist er durch sein intensives Engagement für die Neue Musik bekannt geworden, viele Komponisten der Gegenwart wie Ernst Krenek, Friedrich Cerha, Georg Friedrich Haas, Johannes Maria Staud, Beat Furrer, Robin Holloway, Nigel Osborne, Helmut Eder, Iván Eröd, Gerhard Präsent, Kurt Schwertsik, Karlheinz Essl junior, u. a. komponierten Werke für den Künstler. Von 1996 bis 1998 war Kovacic künstlerischer Leiter des Wiener Kammerorchesters und spielte außerdem mit zahlreichen bekannten Ensembles wie dem Northern Sinfonia, Britten Sinfonia, Stuttgarter Kammerorchester, St Paul’s Chamber Orchestra, Norwegian Chamber Orchestra, Klangforum Wien, Ensemble Modern, der Camerata Salzburg, Camerata Bern oder der Deutschen Kammerphilharmonie Bremen. Seit 2007 ist er künstlerischer Leiter des Kammerorchesters Leopoldinum in Breslau (Wrocław). Seit 2008 ist er Geiger des „Zebra Trio“ mit Steven Dann und Anssi Karttunen. Zusammen mit Beat Furrer leitet er die „Impuls“ Seminare für Neue Musik in Graz.
Er ist Programmkurator verschiedener Festivals, u. a. brückenmürz in der Steiermark und Leo - Festival in Breslau Polen.

## Aufnahmen (Auswahl)
- Weltreise mit Fritz Kreisler (Camerata Salzburg), 2001 bei Preiser Records
- Schönberg und Beethoven (Wrocław Kammerorchester Leopoldinum), 2010 bei CD Accord
- Ernst Krenek:Symphonic Elegy (Kammerorchester Leopoldinum), 2009 bei Capriccio
- Holloway:Ancora (Scottish Chamber Orchestra), 2003 bei NMC
- Jean Sibelius: Early Chamber Music Vol. 1, 1994 bei Ondine
- Friedrich Cerha: Violinkonzert, ORF-Symphonieorchester, Dirigent: Bertrand de Billy col legno 2006
- Bernhard Stevens: Concerto for Violin and Orchestra & Symphony No. 2 (BBC Philharmonic Orchestra), 2009 bei Meridian Records
- José Manuel López López: Concerto para piano y orquesta, Concierto para violín y orquesta & Movimentos para dos pianos y orquesta (Deutsches Symphonieorchester Berlin), 2009 bei KAIROS Music Production
- Witold Ludoslawski: Opera Omnia 03, 2011 bei CD Accord
- The Art of Fugue, 2012 bei CD Accord
- Hanna Kulenty Music 4, (Kammerorchester Leopoldinum) 2011 bei Dux
- Ernst Krenek Werke für Kammerorchester, Kammerorchester Leopoldinum, 2012 Toccata Classics